# 2780 Monnig
A 2780 Monnig (ideiglenes jelöléssel 1981 DO2) a Naprendszer kisbolygóövében található aszteroida. Schelte J. Bus fedezte fel 1981. február 28-án.